# Guarea pubescens
Guarea pubescens är en tvåhjärtbladig växtart. Guarea pubescens ingår i släktet Guarea och familjen Meliaceae.

## Underarter
Arten delas in i följande underarter:
- G. p. pubescens
- G. p. pubiflora